# Válka Ónin
Válka Ónin (japonsky: 応仁の乱, Ónin no ran) se nazývá období občanské války mezi roky 1467 a 1477, které způsobil konflikt mezi klanem Hosokawa a klanem Jamana. Spor a následná agrese mezi pány Kacumotem Hosokawou a Sózenem Jamanou vygradoval až k občanským nepokojům a následně jedné z nejdiskutovanějších válek v období japonských dějin. Dle jedné skupiny historiků je válka Ónin považována za startovní impuls k dlouhému období občanských válek – Sengoku džidai.

## Situace před válkou
Na počátku konfliktu Japonsku dominovaly dva nejsilnější klany, klan Hosokawa a klan Jamana. Na straně Hosokawů tou dobou probíhaly lokální nepokoje mezi členy vazalského klanu Hatakejama. Předmětem sporu se stal titul kanrei. Do problému se vložili Hosokawové se snahou uklidnit situaci. Neshod si však všiml klan Jamana a z nastalé situace se snažil získat maximum. Podal proto oficiální žádost o možnost udělit titul klanu Jamana. Šógun Jamany odmítl. Kacumoto Hosokawa, tuše problémy odvislé od odmítnutí Jamanů, sebral preferovaného kandidáta na šóguna Jošimiho a opevnil se s ním v šógunově paláci. Skutečně nedlouho poté došlo k prvnímu ozbrojenému útoku na Kjóto.
Šógun krátce před napadením hlavního města vydal edikt, ve kterém varoval potenciální agresory, že první, kdo zaútočí na Kjóto, bude označen za rebela a bude s ním naloženo dle nejpřísnějších zákonů. Nic jiného ani dělat nemohl, neboť boje poblíž sídla šógunova stolce dávají vnějším provinciím signál, že šógun je příliš slabý na to, aby zvládl lokální konflikty. Natož pak bránil zemi proti případnému napadení zvenčí.
Kromě nevraživosti mezi Hosokawy a Jamany hrozilo také schizma ohledně nástupnictví na šógunský stolec. Zatímco Kacumoto spolu s dosavadním šógunem Јоšimasou preferovali Jošimasova mladšího bratra, šógunova manželka a Jamanové se přikláněli k tomu, aby vládl šógunův syn Јоšihisa Ašikaga. Vznikla složitá situace, která se stala jednou ze záminek hrozící války. Šógun, který se mezitím vzdal stolce (1464) ve prospěch svého bratra neměl kvůli intervencím ze strany své manželky svého nástupce. Země se tak prakticky ocitla bez vlády a počet možností diplomatického nebo politického řešení povážlivě poklesl. Válka byla téměř na spadnutí.

## Aspekty
Významným aspektem války Ónin byl destruktivní vliv na dosavadní šógunát Ašikaga. Zhroucení pevné vlády bakufu a pád několika významných daimjó znamenaly nejrozsáhlejší mocnářské soupeření v japonské historii. Drobné konflikty mezi soupeřícími klany se udály již dříve, naplno ovšem konflikt propukl roku 1467, kdy byla celá severní část hlavního města Kjóta srovnána se zemí.
Přestože oba daimjóové padli již v roce 1473, nikdo neměl zájem boje ukončit. Hosokawům podřízený klan Óuči nakonec dokázal pod svou kontrolu dostat strategicky významnou část Kjóta, nicméně tím nedokázal zvrátit iniciativu ve svůj prospěch. Válka uvízla na mrtvém bodě. Teprve až v roce 1477, když už bylo jasné, že žádná strana není natolik silná, aby dokázala válku vyhrát, natož se zmocnit nadvlády nad Japonskem, poručil generál Masahiro Óuči vypálit državy Hosokawů v Kjótu a z hlavního města se svou armádou odtáhl.

## Důsledky
Země se tedy nacházela v krizi, Kjóto bylo vypleněné, šógunát byl v troskách, císař zastával pouze formální funkce a země se prakticky stala lodí bez kormidelníka. Situace využili jako první Hosokawové a pokusili se dosadit jako šóguna Jošimiova syna Jošitaneho. Ten dosedl na stolec roku 1490, nicméně brzy na to, zřejmě z mocenských důvodů, začaly mezi Hosokawy a stolcem povážlivé problémy, které vyvrcholily roku 1493 „sesazením“ dosavadního šóguna a instalací nového, Jošizumiho. Protože se Jošitane se svým osudem rozhodně nehodlal smířit, odcestoval nabídnout klanu Óuči jisté výhody, pokud mu jeho vazalové pomohou získat zpět jeho postavení. Klan Óuči, dosud vazalský vůči Hosokawům, nemohl otevřeně proti svým pánům vystupovat a rozhodl se vyřešit situaci tajně a jak se později ukázalo, též úspěšně. I když neexistují přímé důkazy, má se za to, že měli Óučiové podíl na zavraždění Kanreie (Kacumota) Hosokawy roku 1507. O rok později Jošitane opustil klan Óuči a obnovil svůj titul šóguna.
Po Kanreiově smrti došlo k soupeření o nástupnictví mezi jeho syny Takakunim a Sunimotem. Faktický vliv Hosokawů na dění okolo šógunova stolce skončil v roce 1558, kdy došlo ke zradě jejich vazalů, klanu Mijoši. Očekávanou aktivitu Óučiů, kterým mohl pád Hosokawů otevřít cestu k moci, však ukončila již roku 1551 další zrada, tentokrát jejich vazala Motonariho Móriho, který se později stal nejvlivnějším daimjóem západního Japonska. Z několika těchto příkladů je patrné, že válka Ónin, potažmo celá éra válčících států (hodilo by se říci spíše válčících feudálů), byla spíše než bojem o vyšší ideály válkou o kontrolu významných loutek, tj. šóguna a císaře.